# Euophrys bulbus
Euophrys bulbus är en spindelart som beskrevs av Bao, Peng X. 2002. Euophrys bulbus ingår i släktet Euophrys och familjen hoppspindlar. Inga underarter finns listade i Catalogue of Life.